# گمینا تژدنگک دوژه
گمینا تژدنگک دوژه (به لهستانی:  Gmina Trzydnik Duży) یک گمینا در لهستان است که در شهرستان کراشنگک واقع شده‌است. گمینا تژدنگک دوژه ۱۰۴٫۷۳ کیلومتر مربع مساحت و ۶٬۶۳۴ نفر جمعیت دارد.